# Xã Marlboro, Quận Delaware, Ohio
Xã Marlboro (tiếng Anh: Marlboro Township) là một xã thuộc quận Delaware, tiểu bang Ohio, Hoa Kỳ. Năm 2010, dân số của xã này là 281 người.